# 가와사키 겐타로
가와사키 겐타로(일본어: 川崎 健太郎 1982년 12월 18일 ~ )는 일본의 전 축구 선수이다.

## 구단 경력
과거 세레소 오사카, 몬테디오 야마가타, 콘사돌레 삿포로, 카탈레 도야마에서 활동하였다.